# 118ª Brigata meccanizzata
La 118ª Brigata meccanizzata autonoma (in ucraino 118-та окрема механізована бригада?, 118-ta okrema mechanizovana bryhada, unità militare A4712) è un'unità di fanteria meccanizzata delle Forze terrestri ucraine con base a Holovač nell'oblast' di Poltava.

## Storia
La brigata è stata creata nel gennaio 2023 come parte dell'espansione dell'esercito ucraino in previsione della controffensiva estiva, sulla base del 31º e del 66º Battaglione fucilieri (unità militare A4013 e A4573), costituiti a Černihiv e Kiev nel febbraio 2022 in seguito all'invasione russa e riorganizzati come battaglioni meccanizzati. Era inquadrata insieme ad altre 8 nuove brigate del 10º Corpo operativo, equipaggiato principalmente grazie agli aiuti occidentali e destinato alle operazioni offensive. Almeno parte dell'unità è stata addestrata dalla NATO in Romania. Il gruppo di artiglieria della brigata è stato costituito a partire da un battaglione della 49ª Brigata artiglieria.
È stata impiegata per la prima volta alla fine di luglio, andando all'attacco in cooperazione con la 47ª Brigata meccanizzata nell'area a sud di Orichiv, e nonostante gravi perdite nel corso dell'azione questa si è conclusa con la conquista di diverse posizioni russe da parte della 47ª meccanizzata e delle brigate "Kara-Dag" e "Azov" della Guardia nazionale ucraina. Ad agosto, in seguito alla cattura di Robotyne, l'unità è stata rinforzata dalla 116ª Brigata meccanizzata; insieme hanno continuato ad avanzare lungo le trincee russe a sud e a est del villaggio. Dopo aver raggiunto Verbove il 20 agosto, l'unità è stata costretta a ritirarsi a causa di un contrattacco condotto da reparti del VDV trasferiti dal fronte di Luhans'k. Rimasta nel saliente anche in seguito allo stop della controffensiva ucraina in autunno, a febbraio 2024 ha respinto un attacco del 70º Reggimento della 42ª Divisione fucilieri motorizzata contro Robotyne, infliggendo gravi perdite ai reparti meccanizzati nemici.
Nell'estate 2024 la brigata è stata trasferita sul fronte di Pokrovs'k, dove alla fine di settembre è stata impiegata con successo per mantenere una testa di ponte a est del fiume Vovča e permettere l'evacuazione delle unità ucraine verso ovest, supportando la 59ª Brigata motorizzata nella difesa dell'area del villaggio di Hirnyk. Nel giugno 2025 la brigata è stata trasferita dal 10º al 17º Corpo d'armata, recentemente costituito.

## Struttura
- Comando di brigata[16]
- 1º Battaglione meccanizzato
- 2º Battaglione meccanizzato
- 3º Battaglione meccanizzato
- 5º Battaglione fucilieri (Užhorod, unità militare A7089)[17]
- 23º Battaglione fucilieri (Kiev, unità militare A7107)[18]
- Battaglione corazzato (T-72)
- Battaglione sistemi senza pilota "Corvi di Odino"
- Gruppo d'artiglieria
  - Batteria acquisizione obiettivi
  - Battaglione artiglieria campale (FH-70)
  - Battaglione artiglieria semovente (M109A6)
  - Battaglione artiglieria lanciarazzi (APR-40)
  - Battaglione artiglieria controcarri
- Battaglione artiglieria missilistica contraerei
- Battaglione genio
- Battaglione manutenzione
- Battaglione logistico
- Compagnia ricognizione
- Compagnia comunicazioni
- Compagnia radar
- Compagnia difesa NBC
- Compagnia medica

## Simboli
Lo stemma della brigata è trinciato di porpora e di verde, colori che indicano l'appartenenza dell'unità alle forze meccanizzate dell'Ucraina. Al centro sono raffigurate tre frecce dorate, le quali simboleggiano la precisione, la punizione e l'irreversibilità delle azioni militari; richiamano inoltre gli elementi araldici della città di Poltava, capoluogo della regione dove ha sede la brigata.